# Chã das Lagoinhas

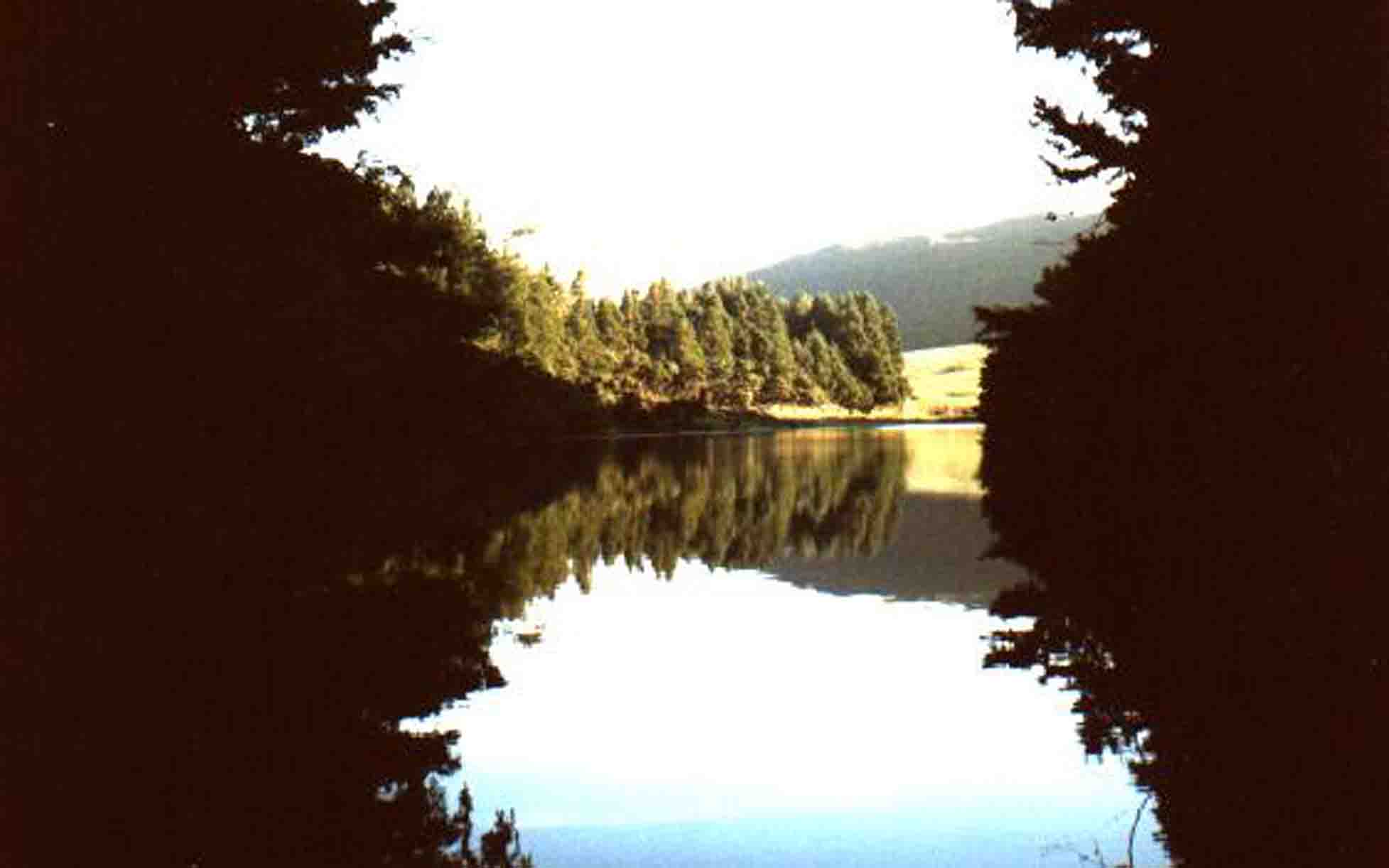
Vista parcial da Chã das Lagoinhas na Serra da Santa Bárbara

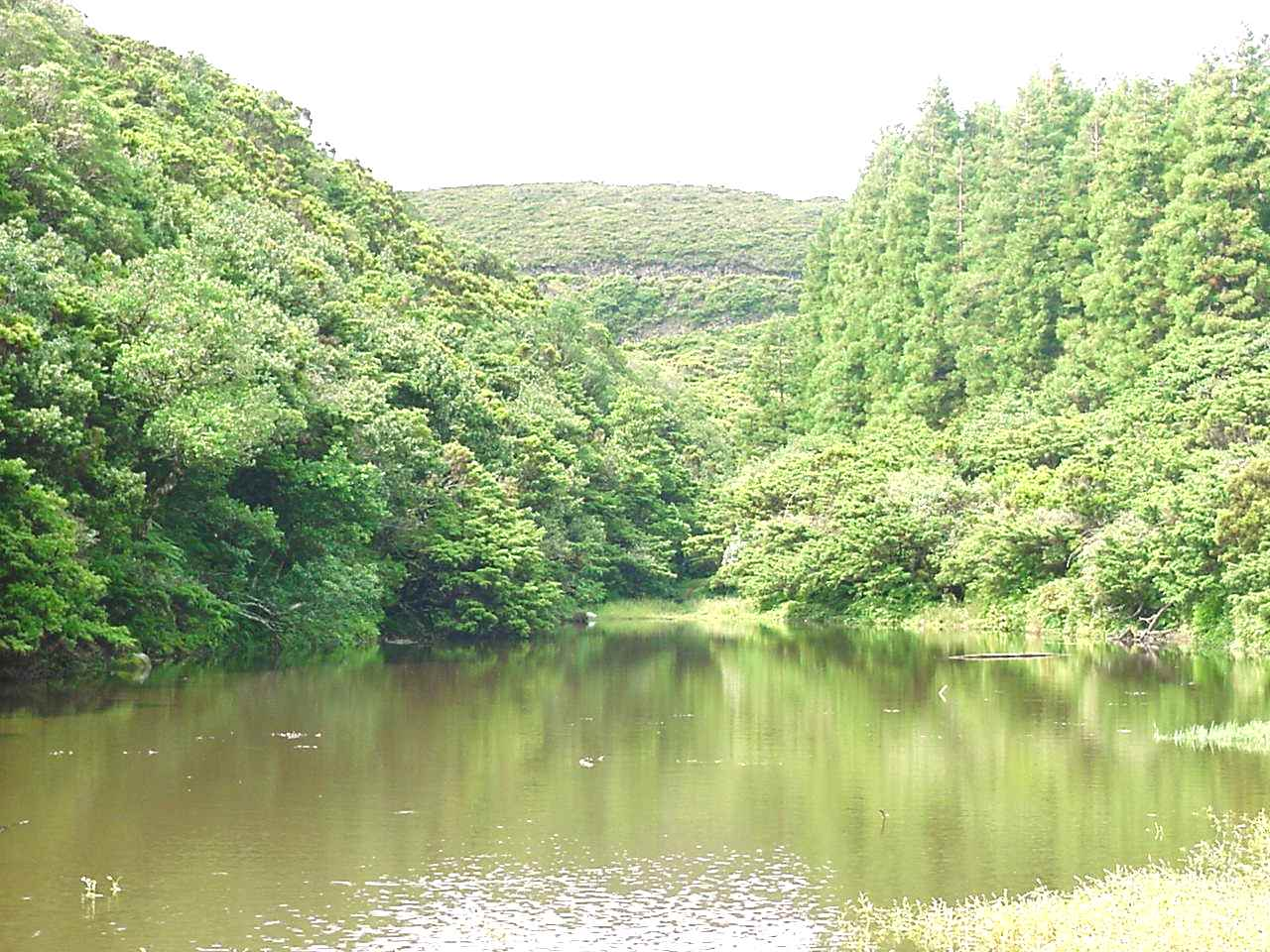
A Lagoa Grande da Chã das Lagoinhas

A  Chã das Lagoinhas  é uma zona de formação geológica portuguesa que se encontra localizada no interior da ilha Terceira, concelho da Angra do Heroísmo, arquipélago dos Açores, que se enquadra nos maciços montanhosos da Serra de Santa Bárbara, localizada a poucos quilómetros da formação geológica do Algar do Carvão.
São duas lagoas separadas por uma pequena porção de terra. Estas lagoas albergam algumas plantas endémicas das florestas da Macaronésia nos Açores. Enquadra-se no habitat de águas oligomesotróficas da região medioeuropeia e perialpina com vegetação aquática, com referência às espécies Littorela uniflora e Issoëtes azorica.
Encontra-se na zona de escorrência lavica e que apanha também água de antigas terras vulcânicas transformadas em pastagem.
São duas lagoas de pequenas dimensões, cujo nome se perde algures no início do povoamento da ilha Terceira nos Açores. Estas lagoas encontram-se rodeadas por um maciço de criptomérias, e pelo outro uma grande coberta de plantas endémicas em que prolifera o Cedro-do-mato [Juniperus brevifolia).
Respira-se nas margens destas lagoas a frescura da montanha e sente-se a serenidade dos campos sem fim.
O caminho para lá chegar não é o mais fácil, é preciso ir a pé ou de veículo de tracção às quatro rodas, devem ser visitadas de preferência no Inverno, visto que tratando-se de lagoas de pluviosidade são portanto sazonais e atingem no Inverno a sua época de gloria.